# Élection présidentielle sud-africaine de 1968
L'élection présidentielle sud-africaine de 1968 a consacré l'élection de Jacobus Johannes Fouché du parti national à l'unanimité des membres du parlement. 
Il est élu président de l'État (State President) de la république d'Afrique du Sud par le Parlement sud-africain le 19 février 1968 et prête serment le 10 avril 1968. Il est le seul président sud-africain à exercer cette fonction honorifique (1961-1984) jusqu'au terme de son mandat de 7 ans le 9 avril 1975. 